# Volker Küster (Grafiker)
Volker Küster (* 4. März 1941 in Wernigerode) ist ein deutscher Grafiker und Buchgestalter und war Professor für Kommunikationsdesign an der Universität Duisburg-Essen.

## Leben
Küster besuchte die Gerhart-Hauptmann-Oberschule in seiner Heimatstadt, und von 1959 bis 1961 lernte er Schriftsetzer. Von 1961 bis 1964 studierte er an der Fachschule in Berlin-Schöneweide Grafik. Von 1965 bis 1967 setzte er sein Studium bis zum Diplom an der Hochschule für Grafik und Buchkunst in Leipzig fort. Von 1968 bis 1975 war er dort Aspirant bzw. Assistent. Anschließend war er bis 1980 wissenschaftlicher Mitarbeiter des VEB Typoart Dresden. Dann arbeitete er in Leipzig freischaffend. Er war Mitglied des Verbands Bildender Künstler der DDR.
1984 verließ er die DDR und wurde 1985 Leiter eines Schriftateliers in Hamburg. 1989 wurde Volker Küster Professor für den Bereich Schrift und Typografie in Essen.
Er lebt heute auf dem Heishof in Weeze.

## Leistungen
Volker Küster erhielt für seine buchgestalterische Arbeit mehrfach Auszeichnungen für das schönste Buch der DDR. 1982 wurde ihm die Goldmedaille der Internationalen Buchkunst-Ausstellung in Leipzig verliehen.
Das besondere Betätigungsfeld von Professor Volker Küster ist heute das Designen von Schrift und Typografie.

## Werke (Auswahl)

### Baugebundene Werken
- Typografie des Textes und Gestaltung des Türgriffs an der 2001 eingebauten Glastür am Essener Münster
- Glasaltar von 2011 in der alt-katholischen Friedenskirche Essen

### Buchgestaltung
- Mohamed Hussein: Vom Papyrus zum Codex. Edition Leipzig, 1970
- Albert Kapr, Hans Fischer: Typoart Typenkunst. Ein Buch über das Entwerfen und die Herstellung typografischer Schriften. VEB Fachbuchverlag, Leipzig, 1973
- Gerhard Schmidt (Bearbeiter): Georg Büchner: Woyzeck. Faksimileausgabe der Handschriften. Edition Leipzig, 1981

## Ausstellungen (unvollständig)

### Einzelausstellungen
- 2019: Berlin, Galerie Amalienpark („schwarz – weiss – heiten“; mit Achim Niemann und Henry Stöcker)

### Teilnahme an zentralen und wichtigen regionalen Ausstellungen in der DDR
- 1972 bis 1983: Dresden, Kunstausstellung der DDR
- 1974: Leipzig, Bezirkskunstausstellung